# Wurfrahmen 40

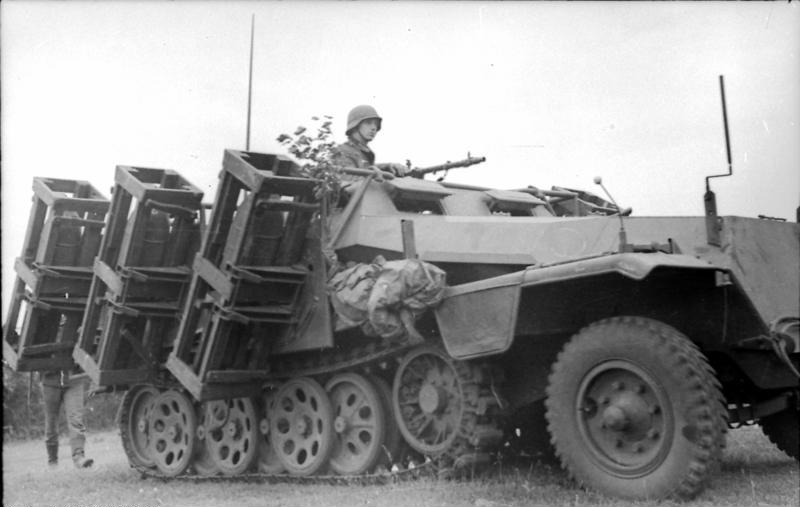
Um Wurfrahamen montado em um Sdkfz 251.

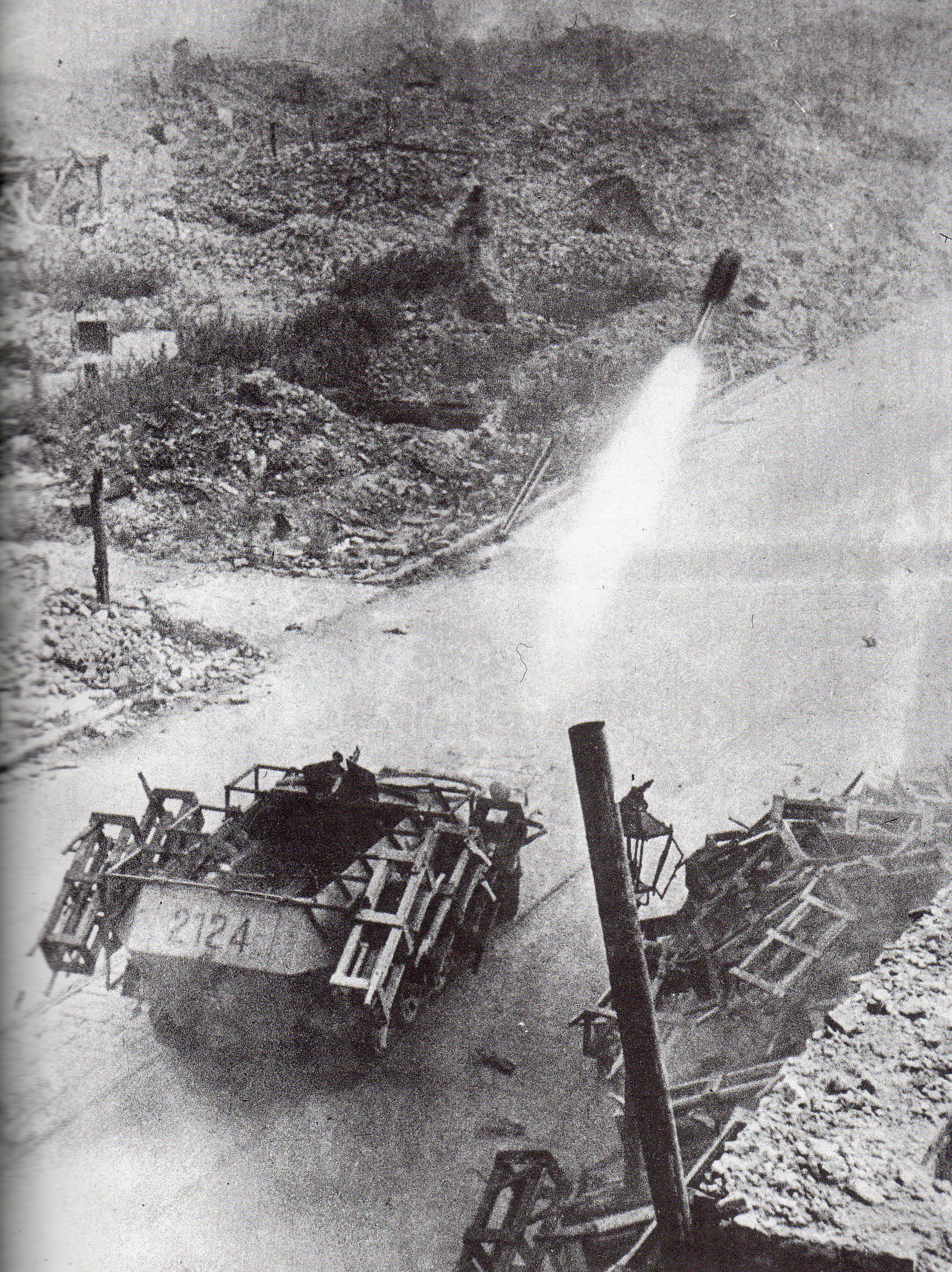
Um Wurfrahmen 40 sendo usado durante o Levante de Varsóvia, em 1944.

O Wurfrahmen 40 ("lança quadros 40") foi um lançador múltiplo de foguetes alemão usado durante a Segunda Guerra Mundial. Ele ficava preso em veículos, como o blindado SdKfz 251.